# Winnipeg-Ouest
Circonscription électorale fédérale du Canada
Winnipeg-Ouest (anciennement connue sous le nom de Charleswood—St. James—Assiniboia—Headingley, Charleswood—St. James—Assiniboia et de Charleswood—Assiniboine) est une circonscription électorale fédérale canadienne dans la province du Manitoba. Elle comprend la partie ouest de la ville de Winnipeg de part et d'autre de la rivière Assiniboine, soit les quartiers de St. James-Assiniboia et Charleswood, ainsi que la municipalité rurale de Headingley.
Sa population est de 81 874 dont 64 011 électeurs sur une superficie de 207 km2. Les circonscriptions limitrophes sont Winnipeg-Centre, Winnipeg-Centre-Sud, Winnipeg-Sud, Portage—Lisgar et Selkirk—Interlake.
À la suite du découpage de la carte électorale de 2022, la circonscription est renommée Winnipeg-Ouest.

## Historique
La circonscription de Charleswood—Assiniboine a été créée en 1996 d'une partie de Winnipeg—St. James. Renommée Charleswood St. James—Assiniboia en 1998, elle fut abolie en 2003 et redistribuée parmi Charleswood—St. James, Winnipeg-Centre et Winnipeg-Sud-Centre. La circonscription fut renommée Charleswood—St. James—Assiniboia en 2004.
| Législature                                         | Années        | Député | Député          | Parti        |
| --------------------------------------------------- | ------------- | ------ | --------------- | ------------ |
| Charleswood—Assiniboine issue de Winnipeg—St. James |               |        |                 |              |
| 36e                                                 | 1997–2000     |        | John Harvard    | Libéral      |
| Charleswood—St. James—Assiniboia                    |               |        |                 |              |
| 37e                                                 | 2000–2004     |        | John Harvard    | Libéral      |
| Charleswood—St. James                               |               |        |                 |              |
| 38e                                                 | 2004–2006     |        | Steven Fletcher | Conservateur |
| Charleswood—St. James—Assiniboia                    |               |        |                 |              |
| 39e                                                 | 1993–1997     |        | Steven Fletcher | Conservateur |
| 40e                                                 | 2008–2011     |        | Steven Fletcher | Conservateur |
| 41e                                                 | 2011–2013     |        | Steven Fletcher | Conservateur |
| Charleswood—St. James—Assiniboia—Headingley         |               |        |                 |              |
| 42e                                                 | 2015–2019     |        | Doug Eyolfson   | Libéral      |
| 43e                                                 | 2019–2021     |        | Marty Morantz   | Conservateur |
| 44e                                                 | 2021–2025     |        | Marty Morantz   | Conservateur |
| Winnipeg-Ouest                                      |               |        |                 |              |
| 45e                                                 | 2025–en cours |        | Doug Eyolfson   | Libéral      |

## Résultats électoraux
|       | Candidat            | Parti        | # de voix | % des voix |
|       | (X) Steven Fletcher | Conservateur | +18 408,  | 39,04 %    |
|       | Doug Eyolfson       | Libéral      | +24 531,  | 52,02 %    |
|       | Tom Paulley         | NPD          | +02 842,  | 6,03 %     |
|       | Kevin Nichols       | Vert         | +01 376,  | 2,92 %     |
| Total | Total               | Total        | 47 157    | 100 %      |

|       | Candidat            | Parti        | # de voix | % des voix |
|       | (x) Steven Fletcher | Conservateur | +23 264,  | 57,56 %    |
|       | Rob Clement         | Libéral      | +07 433,  | 18,39 %    |
|       | Tom Paulley         | NPD          | +08 134,  | 20,12 %    |
|       | Denali Enns         | Vert         | +01 587,  | 3,93 %     |
| Total | Total               | Total        | 40 418    | 100 %      |

|       | Candidat            | Parti        | # de voix | % des voix |
|       | (X) Steven Fletcher | Conservateur | +21 588,  | 53,83 %    |
|       | Bob Friesen         | Libéral      | +08 514,  | 21,23 %    |
|       | Fiona Shiells       | NPD          | +07 210,  | 17,98 %    |
|       | Brian Timlick       | Vert         | +02 614,  | 6,52 %     |
|       | Mark Price          | Héritage     | +00180,   | 0,45 %     |
| Total | Total               | Total        | 40 106    | 100 %      |